# كريس جاريت
كريس جاريت (بالإنجليزية: Chris Jarrett)‏ هو موسيقي وعازف بيانو أمريكي، ولد في 1956 في ألينتاون في الولايات المتحدة.

## وصلات خارجية
- كريس جاريت على موقع IMDb (الإنجليزية)
- كريس جاريت على موقع ميوزك برينز (الإنجليزية)
- كريس جاريت على موقع ديسكوغز (الإنجليزية)